# 20. Turniej Czterech Skoczni
20. Turniej Czterech Skoczni rozgrywany był od 29 grudnia 1971 do 6 stycznia 1972.
Turniej wygrał Ingolf Mork, nie odnosząc zwycięstwa w żadnym z konkursów. Triumfatorem wszystkich trzech zmagań przed finałem turnieju był Yukio Kasaya, który zrezygnował ze startu w Bischofshofen. Ostatni konkurs wygrał Bjørn Wirkola.

## Innsbruck
Data: 29 grudnia 1971

Państwo:  Austria

Skocznia: Bergisel

### Wyniki konkursu
| Poz. | Imię i nazwisko   | Narodowość | Punkty |
| ---- | ----------------- | ---------- | ------ |
| 1.   | Yukio Kasaya      | Japonia    | 245,2  |
| 2.   | Rainer Schmidt    | NRD        | 235,5  |
| 3.   | Tauno Käyhkö      | Finlandia  | 229,9  |
| 4.   | Henry Glaß        | NRD        | 225,4  |
| 5.   | Jurij Kalinin     | ZSRR       | 224,6  |
| 6.   | Heinz Wosipiwo    | NRD        | 223,7  |
| 7.   | Takashi Fujisawa  | Japonia    | 222,7  |
| 8.   | Garij Napałkow    | ZSRR       | 222,4  |
| 9.   | Heinz Schmidt     | NRD        | 220,0  |
| 9.   | Anatolij Żegłanow | ZSRR       | 220,0  |

## Garmisch-Partenkirchen
Data: 1 stycznia 1972

Państwo:  RFN

Skocznia: Große Olympiaschanze

### Wyniki konkursu
| Poz. | Imię i nazwisko   | Narodowość | Punkty |
| ---- | ----------------- | ---------- | ------ |
| 1.   | Yukio Kasaya      | Japonia    | 242,9  |
| 2.   | Tauno Käyhkö      | Finlandia  | 229,2  |
| 3.   | Ingolf Mork       | Norwegia   | 227,5  |
| 4.   | Heinz Wosipiwo    | NRD        | 222,5  |
| 4.   | Takashi Fujisawa  | Japonia    | 222,5  |
| 6.   | Seiji Aochi       | Japonia    | 222,2  |
| 7.   | Hiroshi Itakagi   | Japonia    | 221,4  |
| 8.   | Bjørn Wirkola     | Norwegia   | 218,6  |
| 8.   | Henry Glaß        | NRD        | 218,6  |
| 10.  | Anatolij Żegłanow | ZSRR       | 218,3  |

| Klasyfikacja TCS po dwóch konkursach | Klasyfikacja TCS po dwóch konkursach | Klasyfikacja TCS po dwóch konkursach | Klasyfikacja TCS po dwóch konkursach |
| Poz.                                 | Skoczek                              | Kraj                                 | Punkty                               |
| ------------------------------------ | ------------------------------------ | ------------------------------------ | ------------------------------------ |
| 1.                                   | Yukio Kasaya                         | Japonia                              | 488,1                                |
| 2.                                   | Tauno Käyhkö                         | Finlandia                            | 459,1                                |
| 3.                                   | Rainer Schmidt                       | NRD                                  | 446,8                                |
| 4.                                   | Heinz Wosipiwo                       | NRD                                  | 446,2                                |
| 5.                                   | Takashi Fujisawa                     | Japonia                              | 445,2                                |
| 6.                                   | Henry Glaß                           | NRD                                  | 444,0                                |
| 7.                                   | Seiji Aochi                          | Japonia                              | 439,4                                |
| 8.                                   | Jurij Kalinin                        | ZSRR                                 | 439,1                                |
| 8.                                   | Ingolf Mork                          | Norwegia                             | 439,1                                |
| 10.                                  | Anatolij Żegłanow                    | ZSRR                                 | 438,3                                |

## Oberstdorf
Data: 2 stycznia 1972

Państwo:  RFN

Skocznia: Schattenbergschanze

### Wyniki konkursu
| Poz. | Imię i nazwisko       | Narodowość | Punkty |
| ---- | --------------------- | ---------- | ------ |
| 1.   | Yukio Kasaya          | Japonia    | 247,9  |
| 2.   | Ingolf Mork           | Norwegia   | 246,5  |
| 3.   | Hans Schmid           | Szwajcaria | 235,4  |
| 4.   | Jurij Kalinin         | ZSRR       | 233,6  |
| 5.   | Esko Rautionaho       | Finlandia  | 232,0  |
| 6.   | Hiroshi Itakagi       | Japonia    | 231,3  |
| 7.   | Rainer Schmidt        | NRD        | 229,7  |
| 8.   | Garij Napałkow        | ZSRR       | 228,3  |
| 9.   | Günther Göllner       | RFN        | 226,8  |
| 10.  | Hans-Georg Aschenbach | NRD        | 226,5  |

| Klasyfikacja TCS po trzech konkursach | Klasyfikacja TCS po trzech konkursach | Klasyfikacja TCS po trzech konkursach | Klasyfikacja TCS po trzech konkursach |
| Poz.                                  | Skoczek                               | Kraj                                  | Punkty                                |
| ------------------------------------- | ------------------------------------- | ------------------------------------- | ------------------------------------- |
| 1.                                    | Yukio Kasaya                          | Japonia                               | 736,0                                 |
| 2.                                    | Ingolf Mork                           | Norwegia                              | 685,6                                 |
| 3.                                    | Tauno Käyhkö                          | Finlandia                             | 684,4                                 |
| 4.                                    | Rainer Schmidt                        | NRD                                   | 676,5                                 |
| 5.                                    | Jurij Kalinin                         | ZSRR                                  | 672,7                                 |
| 6.                                    | Henry Glaß                            | NRD                                   | 668,6                                 |
| 7.                                    | Heinz Wosipiwo                        | NRD                                   | 664,1                                 |
| 8.                                    | Garij Napałkow                        | ZSRR                                  | 662,1                                 |
| 9.                                    | Anatolij Żegłanow                     | ZSRR                                  | 661,5                                 |
| 7.                                    | Hiroshi Itakagi                       | Japonia                               | 660,0                                 |

## Bischofshofen
Data: 6 stycznia 1972

Państwo:  Austria

Skocznia: Paul-Ausserleitner-Schanze

### Wyniki konkursu
| Poz. | Imię i nazwisko       | Narodowość     | Punkty |
| ---- | --------------------- | -------------- | ------ |
| 1.   | Bjørn Wirkola         | Norwegia       | 233,6  |
| 2.   | Jiří Raška            | Czechosłowacja | 233,0  |
| 3.   | Zbyněk Hubač          | Czechosłowacja | 229,5  |
| 4.   | Ingolf Mork           | Norwegia       | 229,0  |
| 5.   | Reinhold Bachler      | Austria        | 228,8  |
| 6.   | Hans-Georg Aschenbach | NRD            | 226,1  |
| 7.   | Walter Steiner        | Szwajcaria     | 225,7  |
| 7.   | Koba Cakadze          | ZSRR           | 225,7  |
| 9.   | Henry Glaß            | NRD            | 225,0  |
| 10.  | Rudolf Höhnl          | Czechosłowacja | 224,9  |

## Klasyfikacja generalna
| Poz. | Skoczek               | Kraj           | Punkty |
| ---- | --------------------- | -------------- | ------ |
| 1.   | Ingolf Mork           | Norwegia       | 914,6  |
| 2.   | Henry Glaß            | NRD            | 893,6  |
| 3.   | Tauno Käyhkö          | Finlandia      | 892,3  |
| 4.   | Heinz Wosipiwo        | NRD            | 888,8  |
| 5.   | Jurij Kalinin         | ZSRR           | 886,4  |
| 6.   | Jiří Raška            | Czechosłowacja | 877,0  |
| 7.   | Hans-Georg Aschenbach | NRD            | 872,0  |
| 7.   | Koba Cakadze          | ZSRR           | 872,0  |
| 9.   | Garij Napałkow        | ZSRR           | 869,8  |
| 10.  | Bjørn Wirkola         | Norwegia       | 869,3  |